# ذی‌شعور بودن
ذی‌شعور بودن (انگلیسی: Sentience) به ظرفیت داشتن احساس، ادراک یا تجربه عینیت گفته می‌شود. فلاسفه قرن هجدهم از این مفهوم برای تمایز بین توانایی فکر کردن (عقل) از توانایی حس کردن (ذی‌شعور بودن) استفاده کردند. در فلسفه غربی مدرن ذی‌شعور بودن، توانایی تجربه کردن احساسات تلقی می‌شود (که در فلسفه ذهن با عنوان «کیفیات ذهنی» شناخته می‌شود). در فلسفه شرقی ذی‌شعور بودن، ویژگی متافیزیکی همه چیزهایی‌ست که نیازمند مراقبت و احترام هستند. این مفهوم در فلسفه حقوق جانوران محوری‌ست؛ زیرا ذی‌شعور بودن برای توانایی رنج کشیدن الزامی‌ست و بنابراین برای اعطای حقوقی مشخص مد نظر قرار می‌گیرد. در زبان انگلیسی، واژه سنشنس (Sentience) در دهه ۱۶۳۰ میلادی توسط فلاسفه برای مفهوم توانایی حس کردن ابداع شد که برگرفته از لغت لاتین سنتین (sentiens) به معنای احساس بود.